# Intimacy
『intimacy』(インティマシー)は小柳ゆきが『Yuki Koyanagi with Nathan Morris & Shawn Stockman of BOYZ II MEN』名義でリリースしたミニ・アルバム。2002年4月24日に、ワーナーミュージック・ジャパン/DREAM MACHINEからリリースされた。

## 解説
アメリカのR&Bコーラスグループ、ボーイズIIメン（ネイザン・モリス&ショーン・ストックマン）とのコラボレート・アルバム。

## 制作の経緯
日本のテレビ番組『ミュージックフェア』での共演がきっかけで本作の制作の話が持ち上がった。本作のレコーディングは、東京とフィラデルフィアの2ヶ所で行われており、2001年11月にショーンが来日。ヴォーカル入れに立ち合い、翌年3月上旬頃に小柳が今度はアメリカへ渡り、収録をするプロセスで進めてきた。ボーイズIIメンの二人はプロデュースだけに留まらず、コーラスやデュエットでも全面的に参加している。小柳は本作の制作によって、ボーカル面で彼らから多大な影響を受けたことも話している。本作は全曲英語詞であり、アジア全域でのリリースもされている。

## 収録曲
全作曲：ネイザン・モリス、ショーン・ストックマン
1. OVER THE PAIN
2. Boyz Don't Cry
3. I Don't Want To Think About It
4. Keep On Loving Me
5. Head Over Heels
6. Been So Long
7. To See You Again
8. Just One More Time
9. Home Again